# 歡迎光臨流放者食堂！
《歡迎光臨流放者食堂！》是君川優樹創作的日本輕小說，Gaou擔任插畫，於2018年10月至2020年9月在小說連載網站《成為小說家吧》上連載。截至2024年12月，系列累積發行量超過85萬卷。故事講述從頂尖冒險隊伍退隊的冒險者丹尼斯，與作為奴隸被販賣的少女艾朵莉耶開設冒險者食堂，在經營店面過程的延伸經歷。
改編漫畫由作畫，於2019年9月起在漫畫連載網站《Comic Gardo》上連載。改編電視動畫於2025年7月播出。

## 故事概要
故事背景設定於虛構的劍與魔法奇幻世界，主角丹尼斯原本是在冒險隊伍「銀翼大隊」活躍的冒險者，在離開冒險隊伍後偶遇並收容作為奴隸被販賣的少女艾朵莉耶，決定實踐理想開設自己的食堂維生。但出乎兩者意料的是，前來光顧的顧客多半是懷抱著各自問題的奇特人們，丹尼斯在經營店面的同時，開始追求運用「至高的料理」滿足顧客的胃口，協助顧客們排憂解難。

## 登場人物
丹尼斯（聲：武內駿輔、德井青空（少年））
本作男主角。等級99級，有著明快的豪俠性格和精湛的廚藝。過去曾經是頂級冒險者隊伍「銀翼大隊（日语：銀翼の大隊）」的冒險者成員，人望和實力獲得多數隊員的青睞，但同時招致時任隊長的忌妒被逐出隊伍，轉念實踐自己長年以來希望擁有自己店舖的夢想，開設冒險者食堂並收留艾朵莉耶擔任店員。
艾朵莉耶（聲：橘茉莉花）
本作重要女角。作為奴隸被販賣的前貴族少女，因緣際會下被剛趕出隊伍的丹尼斯買下並收留。看似鮮少表情變化，其實內心溫柔。在丹尼斯開設的冒險者食堂擔任女店員。
海莉耶塔（聲：鈴代紗弓）
因「只是女人」這個不合理理由，而被逐出隊伍的女劍士。身材姣好。性格天真單純，她是冒險者食堂的第一位顧客。仰慕「銀翼大隊」的副隊長凱緹。由於一直找不到合適的隊伍，但拜丹尼斯所賜，她總是賒帳吃了他的料理，而後加入騎士團拿了一筆簽約金結掉了所有賒帳。
畢比安（聲：伊瀨茉莉也）
一位美少年巫師。初登場時等級17級，自我意识过剩，這就是導致他無法正常社交的原因。是冒險者食堂的常客之一。在地城裡，亡魂辛西亞救了他免於被哥布林襲擊，這讓他深受感動。每次從地城回歸必定拜訪辛西亞的墓園講述他的冒險經歷。
芭琪兒（聲：松田颯水）
一位勤奮的社畜系賢者。初登場時等級23級，她是一位優秀的女孩，早就從就讀的魔法學校畢業，並肩負家鄉的希望。為了把學費寄回給村民，在一個冒險者小隊「夜霧團」裡找了一份會計工作，但因該小隊的會計工作不是獨自一人就能完成，外加上長時間被壓榨下一度有輕生念頭，被海莉耶塔和畢比安所救，休養期間由丹尼斯向「夜霧團」談判，並要求隊長讓她退出隊伍。
威格（聲：鈴木崚汰）
頂級冒險者隊伍「銀翼大隊（日语：銀翼の大隊）」的隊長。綽號「青色破劍」，和丹尼斯一樣，他的等級是99級，職業是重劍士。將任務的失敗歸咎於丹尼斯，並將他踢出隊伍。但之後「銀翼大隊」所承接任務也接連失敗，使「銀翼大隊」的其餘隊員開始質疑那次任務的失敗，其實是威格為了將丹尼斯踢出隊伍而故意失敗的。
凱緹（聲：安濟知佳）
頂級冒險者隊伍「銀翼大隊（日语：銀翼の大隊）」的副隊長。綽號「真紅速劍」的女性劍士。身材性感，穿著暴露的紅色比基尼盔甲。她是招募丹尼斯加入「銀翼大隊」的人，即使丹尼斯被逐出隊伍後，仍然關心著對方，對丹尼斯似乎有好感。
馬尾（聲：島田愛野）
冒險者食堂的常客之一。
雙馬尾（聲：關根明良）
冒險者食堂的常客之一。
辛西亞（聲：藤寺美德）
幫助過畢比安的年輕女魔法師。13年前與同伴失散後失蹤，最終身亡。過身成為幽靈後，以靈體型態幫助在地城遭遇哥布林的畢比安解危，使畢比安感念在心。
波爾波（聲：下山吉光）
傳聞為變態的可疑雜貨商人。與丹尼斯競標爭奪艾朵莉耶，但最終敗給了丹尼斯。
霍帕（聲：上田燿司）
「夜霧團」的團長，在他與丹尼斯談判時，恰好「銀翼大隊」的副隊長凱緹來冒險者食堂，得知丹尼斯曾是「銀翼大隊」的成員，感到與此為敵相當不妙，於是吩咐團員燒毀芭琪兒簽下的不合理契約，同意她退出隊伍。
琴（聲：甲斐田裕子）
布拉庫斯餐廳的主廚。她是收養孤兒丹尼斯的養母，教會他生存和烹飪的技能。
賽斯塔賓奇（聲：佐藤拓也）
王立法院的法官，他致力於證明艾朵莉耶是瓦庫斯塔特家的合法繼承人。
約瑟夫（聲：鳥海浩輔）
瓦庫斯塔特家的現任家主，艾朵莉耶的叔叔。為了奪取瓦庫斯塔特家的一切，他殺害了艾朵莉耶的父母，並將她放逐。
史提文斯（聲：長）
王國最大的魔法師家族瓦庫斯塔特家的前任總管，他突然來到冒險者食堂，跪下稱呼艾朵莉耶為「大小姐」。
佩蘭（聲：川野剛稔）
冒險者食堂的顧客，他從食堂內的魔法書中找到治癒妻子疾病的線索，並借閱了那本書。

## 出版書籍

### 小說
| 卷數 | OVERLAP        | OVERLAP                | 青文出版社    | 青文出版社             |
| 卷數 | 發售日期       | ISBN                   | 發售日期      | ISBN                   |
| ---- | -------------- | ---------------------- | ------------- | ---------------------- |
| 1    | 2019年6月25日  | ISBN 978-4-86554-513-5 | 2020年10月8日 | ISBN 978-986-512-570-7 |
| 2    | 2019年11月25日 | ISBN 978-4-86554-574-6 | 2021年8月5日  | ISBN 978-626-303-266-8 |
| 3    | 2020年6月25日  | ISBN 978-4-86554-682-8 |               |                        |

### 漫畫
| 卷數 | OVERLAP        | OVERLAP                | 青文出版社    | 青文出版社             |
| 卷數 | 發售日期       | ISBN                   | 發售日期      | ISBN                   |
| ---- | -------------- | ---------------------- | ------------- | ---------------------- |
| 1    | 2020年5月25日  | ISBN 978-4-86554-668-2 | 2021年1月21日 | ISBN 978-986-512-796-1 |
| 2    | 2020年9月25日  | ISBN 978-4-86554-750-4 | 2021年8月16日 | ISBN 978-626-303-306-1 |
| 3    | 2021年3月25日  | ISBN 978-4-86554-875-4 |               |                        |
| 4    | 2021年9月25日  | ISBN 978-4-8240-0008-8 |               |                        |
| 5    | 2022年4月25日  | ISBN 978-4-8240-0173-3 |               |                        |
| 6    | 2022年12月25日 | ISBN 978-4-8240-0371-3 |               |                        |
| 7    | 2023年9月25日  | ISBN 978-4-8240-0617-2 |               |                        |
| 8    | 2024年6月25日  | ISBN 978-4-8240-0868-8 |               |                        |
| 9    | 2025年3月25日  | ISBN 978-4-8240-1098-8 |               |                        |
| 10   | 2025年7月25日  | ISBN 978-4-8240-1275-3 |               |                        |

## 电视动画

### 制作人员
- 原作：君川优树
- 角色原案：[註 1]
- 漫画原作：
- 导演：志村锭儿
- 剧本统筹：赤尾凸
- 角色设计：大和葵
- 道具设计：、东海林康和
- 美术監督：加藤贤司
- 色彩设计：佐藤直
- 摄影監督：佐藤敦
- 编辑：渡边直树
- 音响导演：小沼则义
- 音乐：甲田雅人
- 音响制作：Bit grooove promotion
- 动画制作：OLM Team Yoshioka

### 主题曲
片头曲
演唱：Dannie May，作词、作曲：，编曲：
片尾曲
演唱： 超心動♡宣傳部，作词：，作曲、编曲：三好启太

### 各话列表
| 话数  | 标题                     | 剧本     | 分镜               | 演出     | 作画监督                                               | 总作画监督                         | 首播日期      |
| ----- | ------------------------ | -------- | ------------------ | -------- | ------------------------------------------------------ | ---------------------------------- | ------------- |
| 第1话 | 你是自由的               | 赤尾凸   | 志村锭儿、石井希美 | 石井希美 | 阿部祐里、山县亚纪、土信田和幸                         | 大河葵、河野仁美、大河忍           | 2025年 7月3日 |
| 第2話 | 好吃得不得了！           | 赤尾凸   | 沼山茉由           | 沼山茉由 | 紫燈珈、熊井野乃、藤彩七、遠藤里蘭、高橋茉奈、懸田扇子 | 大河葵、河野仁美、大河忍           | 7月10日       |
| 第3話 | 這才是冒險者啊！         | 伊福部崇 | 新田典生、永島昭子 | 新田典生 | 中山裕美、大野美葉、大河忍                             | 大河葵、桑原麻衣、大河忍           | 7月17日       |
| 第4話 | 那麼，我要每日定食       | 赤星政尚 | 秋山朋子           | 石井希美 | 木下雪映、土信田和幸                                   | 大和葵、東海林康和、大河忍         | 7月24日       |
| 第5話 | 現在求婚也太快了吧！     | 伊福部崇 | 新田典生、永島昭子 | 李起燮   | 黄有璿、鄭惠容                                         | 大和葵、廣田茜、大河忍             | 7月31日       |
| 第6話 | 艾朵莉耶大小姐我來接您了 | 赤星政尚 | 渡邊佳奈子         | 沼山栞由 | 阿部祐里、山縣亞紀、岡田繪里香                         | 大和葵、佐藤陵、桑原麻衣、大河忍   | 8月7日        |
| 第7話 | 要快點好起來喔           | 赤尾凸   | 新田典生、永島昭子 | 新田典生 | 中山裕美、大野美葉                                     | 大和葵、東海林康和、廣田茜、大河忍 | 8月14日       |
| 第8話 | 因今日有事臨時休業       |          |                    |          |                                                        |                                    |               |

### BD
| 卷数 | 发售日期          | 收录话数     | 规格编号     |
| ---- | ----------------- | ------------ | ------------ |
| 1    | 2025年9月24日预定 | 第1话—第6话  | EYXA-14796/B |
| 2    | 2025年11月5日预定 | 第7话—第12话 | EYXA-14797/B |

## 腳註
1. 1 2 3  由於Gaou與未成年人發生性行為的醜聞，包含本作品在內的多項插畫工作被撤換，本作品動畫版的角色原案欄位也被消除。

## 外部連結
- 輕小說官方網站（日語）
- 漫畫連載網站（日語）
- 電視動畫官方網站（日語）